# Pierre de Marivaux
Pierre Carlet de Chamblain de Marivaux, més conegut com a Pierre de Marivaux (París, 1688 - 1763) va ser un dramaturg francès.

## Obra dramàtica
- Le Père prudent et équitable (1706 o 1712)
- L'Amour et la Vérité (1720)
- Arlequin poli par l'amour (1720)
- Annibal (1720)
- La Surprise de l'amour (1722)
- La Double Inconstance (1723)
- Le Prince travesti (1724)
- La Fausse Suivante ou Le Fourbe puni (1724)
- Le Dénouement imprévu (1724)
- L'Île des esclaves (1725)
- L'Héritier de village (1725)
- Mahomet second (1726?)
- L'Île de la raison ou Les petits hommes (1727)
- La Seconde Surprise de l'amour (1727)
- Le Triomphe de Plutus (1728)
- La Nouvelle Colonie (1729)
- El joc de l'amor i de l'atzar (1730)
- La Réunion des Amours (1731)
- El triomf de l'amor (1732)
- Les Serments indiscrets (1732)
- L'École des mères (1732)
- L'Heureux Stratagème (1733)
- La Méprise (1734)
- Le Petit-Maître corrigé (1734)
- Le Chemin de la fortune (1734)
- La mare confident (1735)
- Le Legs (1736)
- Les falses confidències (1737)
- La Joie imprévue (1738)
- Les Sincères (1739)
- L'Épreuve (1740)
- La Commère (1741)
- La disputa (1744)
- Le Préjugé vaincu (1746)
- La Colonie (1750)
- La Femme fidèle (1750)
- Félicie (1757)
- Les Acteurs de bonne foi (1757)
- La Provinciale (1761)

## Traduccions al català
- El joc de l'amor i de l'atzar. Traducció de Jordi Teixidor. 1993
- El triomf de l'amor. Traducció de Cinta Massip
- La mare confident. Traducció de Ventura Gassol. 1937
- La disputa. Traducció de Joan Casas. 1989
- Les falses confidències. Traducció de Sergi Belbel. 2005